# Liste des grands-croix de l'ordre national du Mérite

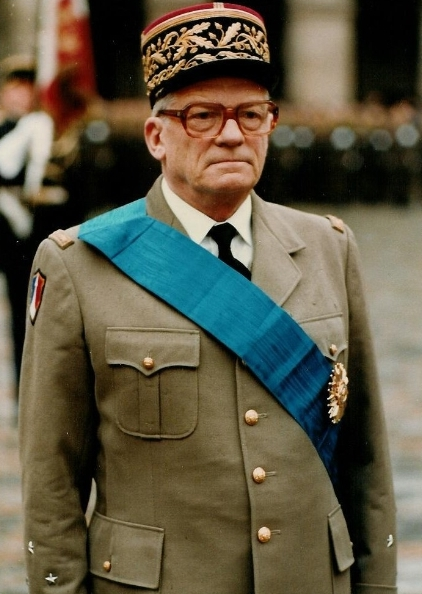
Le général de corps d'armée Pierre Brasart est élevé à la dignité de grand-croix de l'ordre national du Mérite par le président François Mitterrand dans la cour d'honneur de l'Hôtel des Invalides en 1983

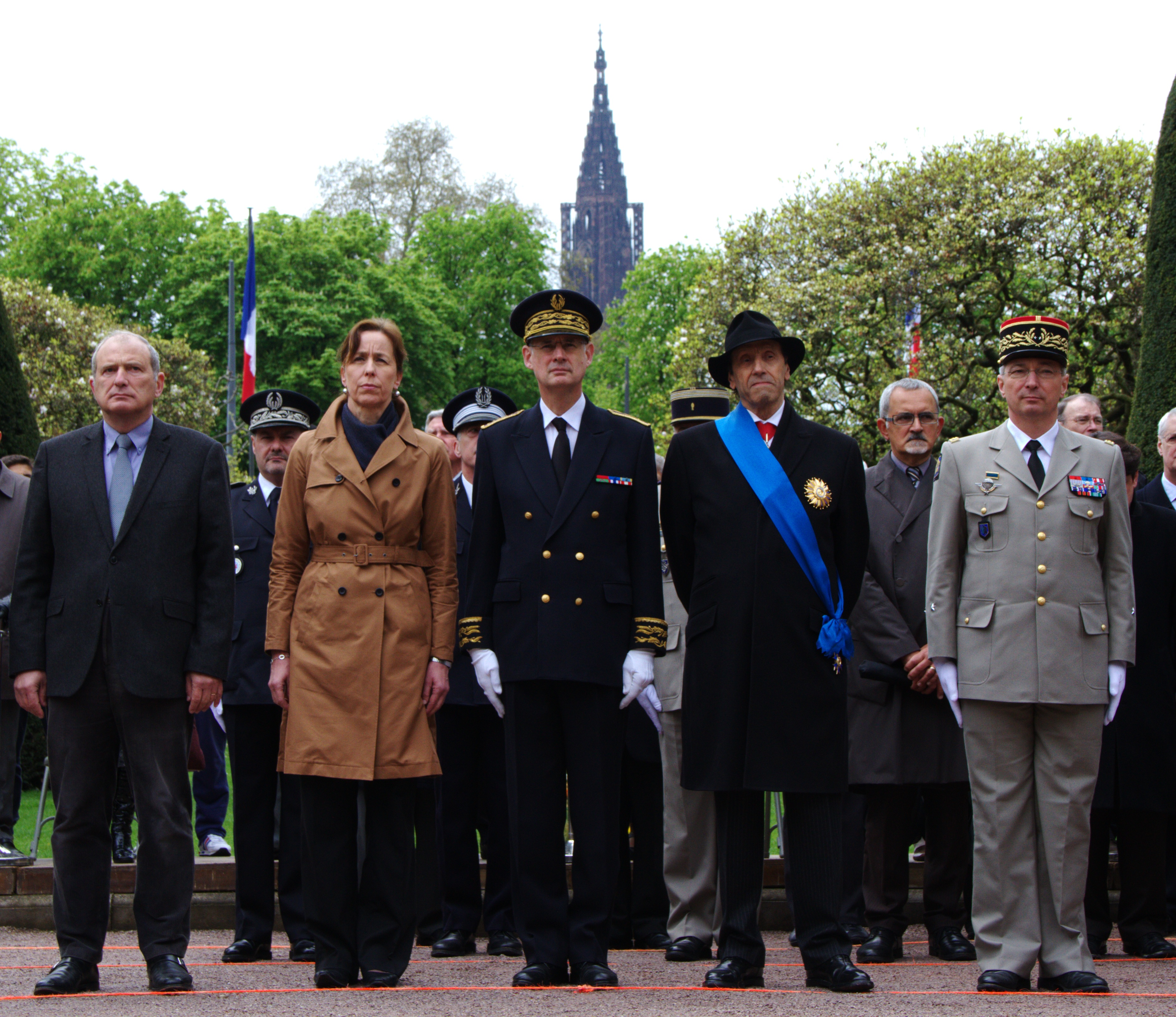
Aziz Meliani (deuxième en partant de la droite), grand-croix de l'ordre national du Mérite, lors de la commémoration journée du souvenir de la déportation à Strasbourg le 28 avril 2013.

Cet article présente une liste des personnes élevées à la dignité de grand-croix de l'ordre national du Mérite, classée par année de parution du décret. Les dates des cérémonies de remise des insignes — écharpe bleu et plaque de vermeil au XXIe siècle — ne sont pas précisées.

## Contingent

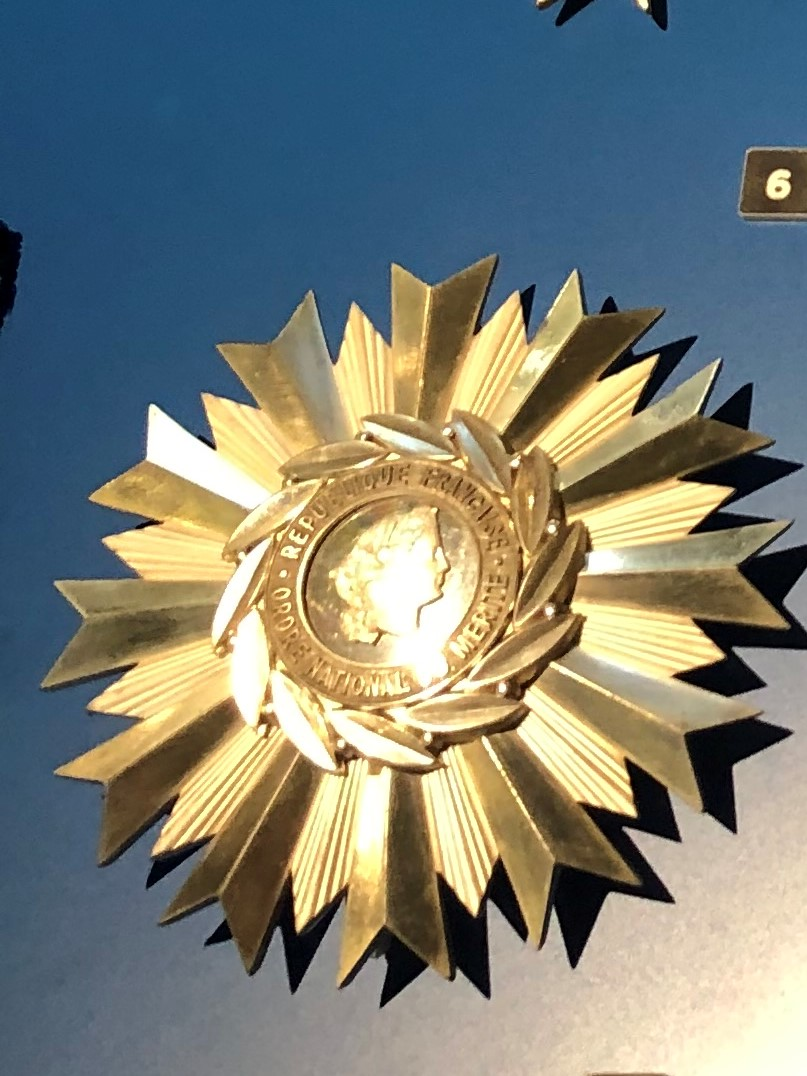
Plaque de Grand-Croix de l'ordre du mérite, conservée à la monnaie de Paris.

Au 15 juillet 2010, l'effectif des grands-croix était de 142 dignitaires.
La dignité de grand-croix de l'ordre national du Mérite appartient de plein droit au président de la République française et au grand chancelier de l'ordre de la Légion d'honneur. Le premier en est en effet le grand-maître, le second étant son chancelier. Depuis 1974, elle appartient également de plein droit au premier ministre français après six mois d'exercice de la fonction.

## Insignes
Le Code de la Légion d'honneur, de la médaille militaire et de l'ordre national du Mérite précise l'insigne : un ruban moiré bleu de France en écharpe de 10 cm de large passant sur l'épaule droite et au bas duquel est attachée une croix semblable à celle des commandeurs, de 70 mm de diamètre et sur le côté gauche de la poitrine, une étoile en vermeil, d'un diamètre de 90 mm, à douze rayons doubles boutonnés, portant en son centre un médaillon représentant l'effigie de la République avec, sur fond d'émail bleu, la légende « République française. Ordre national du Mérite », entouré d'une couronne de laurier. Lorsqu'ils sont également grands-croix de la Légion d'honneur, les grands-croix du Mérite ne portent que l'étoile.

## Classement par année de promotion

Boutonnière de Grand-Croix.

### 1963
1. Charles de Gaulle, président de la République française, fondateur et 1er grand-maître de l'ordre (1963).
2. Georges Catroux, 1er chancelier de l'ordre (1963).
3. Fredrik Ljungström (en), ingénieur (1963)[réf. nécessaire].

### 1964
1. Jacques Brunet, gouverneur de la Banque de France[4].
2. Louis Damour, premier président honoraire de la Cour de cassation[4].
3. Paul Ély, général d’armée[4].
4. Olivier-Wladimir Lefevre d'Ormesson, ambassadeur de France, membre de l'Académie française[4].

### 1967
1. Michel de Brébisson, général d'armée (1967[5]).
2. Francis Perrin, physicien, professeur au Collège de France (1967[6]).
3. Marc Chagall, peintre et graveur (novembre 1967[7]).
4. Henry Potez, président d'honneur de l'Union des industries aéronautiques et spatiales (novembre 1967[7]).

### 1968
1. Roland Dorgelès, homme de lettres, président de l'académie Goncourt[8].
2. Jacques Tréfouël, directeur honoraire de l'institut Pasteur[8].
3. Pierre-Alexandre-Joseph Bousseau, médecin général[9].
4. Bernard Dupérier, président de l'association aéronautique et spatiale de France[10].
5. Jean Toutée, président de section honoraire du Conseil d'État[10].

### 1969
1. Georges Cabanier, 2e chancelier de l'ordre (14 janvier 1969).
2. Alain Poher, président de la République française par intérim, 2e grand-maître de l'ordre (28 avril 1969).
3. Georges Pompidou, président de la République française, 3e grand-maître de l'ordre (20 juin 1969).
4. Jacques de Guillebon, Compagnon de la Libération.

### 1970
1. Louis Christiaens, administrateur de sociétés, ancien ministre[11].
2. Émile Ginas, général, président de la confédération nationale des combattants volontaires de la Résistance[11].
3. Jean-Gabriel-Georges Hubert, général de division[12].
4. Michel Dorance, général de division aérienne[12].
5. Léon Noël, ambassadeur de France, membre de l'Institut, ancien président du Conseil Constitutionnel[13].
6. Roger Latournerie, président de section honoraire au Conseil d’Etat[14]
7. Jean Fayard, général de corps d'armée[15]
8. André Meltz, général d'armée[15]
9. Robert Quilichini, général de corps d'armée[15]
10. Charles Salmon, vice-amiral d'escadre[15]

### 1971
1. Pablo Casals, violoncelliste, chef d'orchestre et compositeur (1971)[réf. nécessaire].
2. Paul Paray, chef d'orchestre (1971)[réf. nécessaire].

### 1972
1. Maurice Amman, amiral[16].
2. Raymond-Gilbert-Félix Koch, général de division[16].

1. Charles Edward La Haye, amiral (1972)[réf. nécessaire].

### 1973
1. Louis Néel, membre de l'Académie des sciences[17]

### 1974
1. Alain Poher, président de la République française par intérim, 4e grand-maître de l'ordre (2 avril 1974)[d].
2. Valéry Giscard d'Estaing, 5e grand-maître de l'ordre (27 mai 1974).
3. Julien Cain, haut fonctionnaire. Décret du 2 juillet 1974[JORF 1].
4. Jacques Chirac, premier ministre français (octobre 1974).
5. Jean Berthoin, ministre[18]

### 1975
1. Alain de Boissieu, 3e chancelier de l'ordre (12 février 1975).
2. Eugène Aujaleu, professeur des universités-praticien hospitalier[19].
3. André Parrot, archéologue spécialiste du Proche-Orient ancien et premier directeur du Musée du Louvre[19].

### 1976
1. René Lemaire, président du conseil supérieur de l'infrastructure et de la navigation aérienne[20].
2. Joseph Rous, président de la section des Pyrénées-Orientales de la fédération nationale des déportés et internés de la Résistance[20].
3. Raymond Brahon, général de corps aérien
4. Marcel Buffin, général de corps d'armée
5. Emmanuel Hublot, général d'armée
6. Félix Ortolan, contre-amiral
7. Pierre Richet, médecin général

### 1977
1. Raymond Barre, premier ministre français (janvier 1977).
2. Dominique Leca, ancien inspecteur des finances[21].
3. Robert Merle d'Aubigné, professeur de médecine, membre de l'Institut[21]
4. Paul Delouvrier, président d'Électricité de France[22].
5. André Honoré, président de l'union départementale du Nord de la société nationale mutualiste « Les Médaillés militaires »[22].
6. René Lucien, président d'honneur de la Société Messier-Hispano[22].
7. Robert Toussaint, général de l'armée de terre[23].

### 1979
1. Yves de Bazelaire, vice-amiral[24]
2. Jacques Sockeel, général de brigade[24]
3. Aimé Azema de Castet Laboulbène, ancien président de l'association Les Ailes brisées[25]
4. Louis Paufique, vice-président du conseil d'administration des hospices civils de Lyon[25]
5. Maurice Joseph Henry, général[26]
6. Henri Hugo, général de brigade[26]
7. François Ingold, général de division[26]
8. Pierre Dussert, ingénieur en chef, déporté résistant[27]
9. Jean-Jacques Trillat, président de l'Institut de France[27]

### 1980
1. Jacques Maillet, compagnon de la Libération et industriel. Décret du 17 juin 1980[JORF 2].
2. René Huyghe, professeur au Collège de France. Décret du 2 décembre 1980[JORF 3].

### 1981
1. François Mitterrand, président de la République française, 6e grand-maître de l'ordre (21 mai 1981).
2. Germaine Tillion, résistante et ethnologue (1981[28]).
3. André Biard, 4e chancelier de l'ordre (4 juin 1981).
4. Pierre Mauroy, premier ministre français (octobre 1981).
5. Emmanuel d'Harcourt, ministre plénipotentiaire. Décret du 31 décembre 1981[JORF 4],[29].
6. Guy Nairay, haut fonctionnaire, directeur de cabinet du président de la république de Côte d'Ivoire. Décret du 31 décembre 1981[JORF 4],[29].
7. André Postel-Vinay, inspecteur général des finances. Décret du 31 décembre 1981[JORF 4],[29].

### 1982
1. Lily Laskine, harpiste[30]
2. Charles Samaran, directeur honoraire des Archives de France[30].
3. Adrien Spinetta, vice-président du conseil général des ponts et chaussées[30]

### 1983
1. René Brouillet, ambassadeur, membre du conseil constitutionnel[31]
2. Pierre Brasart, général de corps d'armée[32].
3. Jean-Paul Etcheverry, général d'armée[33].
4. François Maurin, général d'armée[33]
5. André Robert, médecin général[33]

### 1984
1. M. François Bloch-Lainé, inspecteur général des finances honoraire[34].
2. Louis Leprince-Ringuet, physicien[34].
3. Philippe de Gaulle, amiral (1984)[réf. nécessaire].

### 1985
1. Raoul Chavialle, médecin général inspecteur (1985)[réf. nécessaire].
2. Jacques-Yves Cousteau, officier de marine, explorateur océanographique, membre de l'Académie française[35],[36].
3. Laurent Fabius, premier ministre français (insignes remis le 21 février 1985)[37].
4. Marcelle Kraemer-Bach, avocate à la Cour d'appel de Paris[38]
5. Pierre Marzin, directeur des télécommunications[38]
6. Albert Brothier, général de division[39]
7. Guy Chauliac, médecin-militaire[39]
8. Camille Morin, général de division[39]
9. André Storelli, amiral (avril 1985[40]).

### 1986
1. Pierre Marzin, directeur général des télécommunications, sénateur des Côtes-d'Armor.

### 1987
1. Valérie André, médecin général (1987)[e].
2. Étienne Burin des Roziers, haut fonctionnaire et ambassadeur de France. Décret du 3 avril 1987[JORF 5].
3. Henri Frenay, déporté, ancien ministre, compagnon de la Libération. Décret du 3 avril 1987[JORF 5].

### 1988
1. Pierre-Henri Teitgen, ancien ministre[41].
2. Pierre Vimont, ambassadeur de France[41].
3. Gérard Daille, amiral[42].
4. Lucien Soula, général d'armée aérienne[42].
5. Jean Compagnon, général[43]
6. Jean Faveris contrôleur général des armées[43].
7. Michel Rocard, premier ministre français, insignes remis le 16 novembre 1988[44].

### 1990
1. Arsène Woisard, général de corps d'armée. Décret du 25 avril 1990[JORF 6].
2. Pierre Belfayol, général de corps d'armée. Décret du 24 octobre 1990[JORF 7].
3. Charles Fricaud-Chagnaud, général de corps d'armée. Décret du 24 octobre 1990[JORF 7].

### 1991
1. Alban Barthez, général d'armée[45].
2. Raymond Gaillard de Saint-Germain, général de brigade[45]
3. Joseph Risso, général de brigade aérienne[45]
4. Édith Cresson, premier ministre français. Décorée le 20 novembre 1991[46].
5. Pierre Daillier, général de corps d'armée. Décret du 30 octobre 1991[JORF 8].

### 1992
1. Gilbert Forray, 5e chancelier de l'ordre (5 juin 1992).
2. Pierre Bérégovoy, premier ministre français (septembre 1992).
3. Jacqueline Beytout, femme d'affaires dans la presse écrite (1992[47]).
4. Marcel Boiteux, haut fonctionnaire (1992[47]).

### 1993
1. Jean Revault d’Allonnes, général de corps d'armée. Décret du 3 mai 1993[JORF 9].
2. Marcel Rouquette, général de division aérienne. Décret du 3 mai 1993[JORF 9].
3. Yvan Comolli, « président d’honneur du groupement des industries du bâtiment et des travaux publics et du groupement pour le financement des ouvrages de bâtiment et travaux publics ». Décret du 24 juin 1993[JORF 10].
4. Dominique Paolini, préfet honoraire. Décret du 24 juin 1993[JORF 10].
5. Madeleine Renaud, actrice, pensionnaire de la Comédie-Française. Décret du 24 juin 1993[JORF 10].
6. Édouard Balladur, premier ministre français (août 1993).

### 1994
1. Jean Combette, général de corps d'armée. Décret du 28 avril 1994[JORF 11].
2. Jean Jarrige, général de corps d'armée. Décret du 28 avril 1994[JORF 11].
3. Pierre Villacèque, général de corps aérien. Décret du 28 avril 1994[JORF 11].
4. Philippe Dechartre, ancien ministre. Décret du 14 mai 1994[JORF 12].
5. Jacques Fauvet, journaliste. Décret du 14 mai 1994[JORF 12].
6. Guy Lazorthes, médecin, membre de l'Académie des sciences et de l'Académie nationale de médecine. Décret du 14 mai 1994[JORF 12].
7. Charles Lasnier-Lachaise, général de brigade aérienne. Décret du 8 novembre 1994[JORF 13].
8. Raymond Paruit, général de division. Décret du 8 novembre 1994[JORF 13].
9. Jean-Pierre Changeux, professeur honoraire au Collège de France, membre de l'Académie des sciences. Décret du 3 décembre 1994[JORF 14].
10. Paul Germain, mathématicien, professeur honoraire au Collège de France, membre de l'Académie des sciences. Décret du 3 décembre 1994[JORF 14].

### 1995
1. Pierre Delachenal, général de corps aérien. Décret du 28 avril 1995[JORF 15].
2. André Gélinet, vice-amiral. Décret du 28 avril 1995[JORF 15].
3. Jacques Chailley, professeur de musique, musicologue et compositeur. Décret du 10 mai 1995[JORF 16].
4. Jacques Chirac, président de la République française, 7e grand-maître de l'ordre (17 mai 1995)[f].
5. Alain Juppé, premier ministre français (octobre 1995).
6. Bernard Louzeau, amiral. Décret du 8 novembre 1995[JORF 17].
7. Marcel Martre, général de division aérienne. Décret du 8 novembre 1995[JORF 17].
8. Michel Multrier, général de corps d'armée. Décret du 8 novembre 1995[JORF 17].
9. Anatole Abragam, physicien. Décret du 21 novembre 1995[JORF 18].
10. Georges Duby, historien, membre de l'Académie française. Décret du 21 novembre 1995[JORF 18].

### 1996
1. Paul Arnaud de Foïard, général de corps d'armée. Décret du 11 avril 1996[JORF 19].
2. Charles Ehrhart, médecin général inspecteur. Décret du 11 avril 1996[JORF 19].
3. Jean Delannoy, réalisateur et scénariste. Décret du 13 mai 1996[JORF 20].
4. Pierre Racine, conseiller d'État honoraire. Décret du 13 mai 1996[JORF 20].
5. André Turcat, aviateur, président de l'Académie de l'air et de l'espace. Décret du 13 mai 1996[JORF 20].
6. Jean Murat, général de division. Décret du 6 novembre 1996[JORF 21].
7. Francis Pottier, général de brigade. Décret du 6 novembre 1996[JORF 21].
8. Jean Saulnier, général d'armée aérienne. Décret du 6 novembre 1996[JORF 21].
9. Maurice Doublet, préfet honoraire. Décret du 14 novembre 1996[JORF 22].
10. Edwige Feuillère, actrice. Décret du 14 novembre 1996[JORF 22].

### 1997
1. Jacques Lemaire, général de corps d'armée. Décret du 28 avril 1997[JORF 23].
2. René Omnès, général de division. Décret du 28 avril 1997[JORF 23].
3. Jacqueline Auriol, pilote d'essai. Décret du 14 mai 1997[JORF 24].
4. Edmond Malinvaud, économiste et professeur honoraire au Collège de France. Décret du 14 mai 1997[JORF 24].
5. René Sanson, avocat et ancien député. Décret du 14 mai 1997[JORF 24].
6. Lionel Jospin, premier ministre français (novembre 1997).
7. Yvette Chauviré, ancienne danseuse étoile de l'Opéra de Paris et maître de ballet. Décret du 10 novembre 1997[JORF 25].
8. Anne-Marie Krug-Basse, résistante et déportée. Décret du 10 novembre 1997[JORF 25].

### 1998
1. Louis Beaudonnet, général de brigade. Décret du 30 avril 1998[JORF 26].
2. Jean Bellec, compagnon de la Libération, général de brigade. Décret du 30 avril 1998[JORF 26].
3. Maurice Fuchs, général de brigade. Décret du 30 avril 1998[JORF 26].
4. Lucien Le Boudec, général de brigade. Décret du 30 avril 1998[JORF 26].
5. Pierre Lenoir, médecin général inspecteur. Décret du 30 avril 1998[JORF 26].
6. Maurice Allais, économiste, physicien et prix Nobel d'économie. Décret du 14 mai 1998[JORF 27].
7. Yvette Farnoux, résistante et déportée. Décret du 14 mai 1998[JORF 27].
8. Lucien Vochel, résistant et préfet honoraire. Décret du 14 mai 1998[JORF 27].
9. Jean-Philippe Douin, 6e chancelier de l'ordre (4 juin 1998).
10. Marc Blancpain, président de l'Alliance française. Décret du 10 novembre 1998[JORF 28].
11. Vincent Planque, haut fonctionnaire. Décret du 10 novembre 1998[JORF 28].

### 1999
1. Maurice Barthélemy, général de brigade. Décret du 3 mai 1999[JORF 29].
2. Louis Fuzeau, vice-amiral. Décret du 3 mai 1999[JORF 29].
3. Robert Moulié, général de brigade. Décret du 3 mai 1999[JORF 29].
4. Jacques de Witasse, général de division. Décret du 3 mai 1999[JORF 29].
5. Jean Ziegler, général de brigade. Décret du 3 mai 1999[JORF 29].
6. Redjem Benzaïd, inspecteur général des finances honoraire, administrateur de l'Institut du monde arabe. Décret du 12 mai 1999[JORF 30].
7. François Flohic, vice-amiral. Décret du 12 mai 1999[JORF 30].
8. Jacqueline Péry, résistante et déportée. Décret du 12 mai 1999[JORF 30].
9. Stéphane Hessel, ambassadeur de France. Décret du 15 novembre 1999[JORF 31].
10. Maurice Kriegel-Valrimont, ancien membre du Conseil national de la Résistance et ancien député. Décret du 15 novembre 1999[JORF 31].
11. Pierre Soulages, artiste peintre. Décret du 15 novembre 1999[JORF 31].

### 2000
1. Suzanne Lefort, née Rouquette, ancienne combattante, conseillère nationale de l'association Rhin et Danube. Décret du 15 mai 2000[JORF 32].
2. Jean-Pierre Vernant, historien, professeur honoraire au Collège de France. Décret du 15 mai 2000[JORF 32].
3. Georges Ablard, médecin général inspecteur. Décret du 15 juin 2000[JORF 33].
4. Jean-Pierre de Lassus Saint-Geniès, général de corps d'armée. Décret du 15 juin 2000[JORF 33].
5. Van Hinh N'guyen, général de division aérienne. Décret du 15 juin 2000[JORF 33].
6. Jean Pascal, général de division. Décret du 15 juin 2000[JORF 33].
7. Guy Simon, général de division. Décret du 15 juin 2000[JORF 33].
8. Max Querrien, conseiller d'État honoraire. Décret du 14 novembre 2000[JORF 34].
9. Jean Soutou, ambassadeur de France. Décret du 14 novembre 2000[JORF 34].

### 2001
1. Michel Duval, général de corps d'armée. Décret du 30 avril 2001[JORF 35].
2. Jean Fuhr, général de corps d'armée. Décret du 30 avril 2001[JORF 35].
3. Georges Longeret, général de corps d'armée. Décret du 30 avril 2001[JORF 35].
4. Victor Marçais, ingénieur général de 1re classe de l'armement. Décret du 30 avril 2001[JORF 35].
5. Robert Vergnaud, président d'honneur d'une compagnie aérienne. Décret du 14 mai 2001[JORF 36].
6. Lucie Aubrac, résistante. Décret du 14 novembre 2001[JORF 37].
7. Raymond Février, conseiller d'État honoraire. Décret du 14 novembre 2001[JORF 37].
8. Philippe Rouvillois, inspecteur général des finances, ancien président du Commissariat à l'énergie atomique. Décret du 14 novembre 2001[JORF 37].

### 2002
1. Jacques Bley, général de corps d'armée. Décret du 23 avril 2002[JORF 38].
2. Paul Lardry, général d'armée. Décret du 23 avril 2002[JORF 38].
3. Pierre Lissarrague, général de division aérienne. Décret du 23 avril 2002[JORF 38].
4. Roger Périer, général de corps d'armée. Décret du 23 avril 2002[JORF 38].
5. Jean Tellier, vice-amiral d'escadre. Décret du 23 avril 2002[JORF 38].
6. Jean Brossel, physicien, membre de l'Académie des sciences. Décret du 30 avril 2002[JORF 39].
7. Jacqueline de Romilly, helléniste, professeur honoraire au Collège de France, membre de l'Académie française. Décret du 30 avril 2002[JORF 39].
8. Gaston Lafont, colonel. Décret du 3 mai 2002[JORF 40].
9. Jean Chapon, ingénieur général honoraire des ponts et chaussées. Décret du 14 novembre 2002[JORF 41].
10. Jacques Pélissier, préfet honoraire et ancien président de la SNCF. Décret du 14 novembre 2002[JORF 41].
11. Jean-Pierre Raffarin, premier ministre français, insignes remis le 20 novembre 2002[48].

### 2003
1. Henri Broussaud, général de division aérienne. Décret du 2 mai 2003[JORF 42].
2. Jacques Guichard, général de corps d'armée. Décret du 2 mai 2003[JORF 42].
3. Georges Le Diberder, général de brigade. Décret du 2 mai 2003[JORF 42].
4. Charles de Llamby, général d'armée. Décret du 2 mai 2003[JORF 42].
5. Raoul Carrère, préfet de région honoraire. Décret du 14 mai 2003[JORF 43].
6. Suzanne Grévisse, présidente de section honoraire du Conseil d'État. Décret du 14 mai 2003[JORF 43].
7. Maurice Plantier, résistant, homme d'État. Décret du 14 mai 2003[JORF 43].
8. Michel Bernard, président de section honoraire du Conseil d'État. Décret du 14 novembre 2003[JORF 44].
9. Christian Brac de la Perrière, amiral. Décret du 14 novembre 2003[JORF 44].
10. Denise Vernay, résistante et déportée. Décret du 14 novembre 2003[JORF 44].
11. Jacques Capliez, général de brigade. Décret du 11 décembre 2003[JORF 45].

### 2004

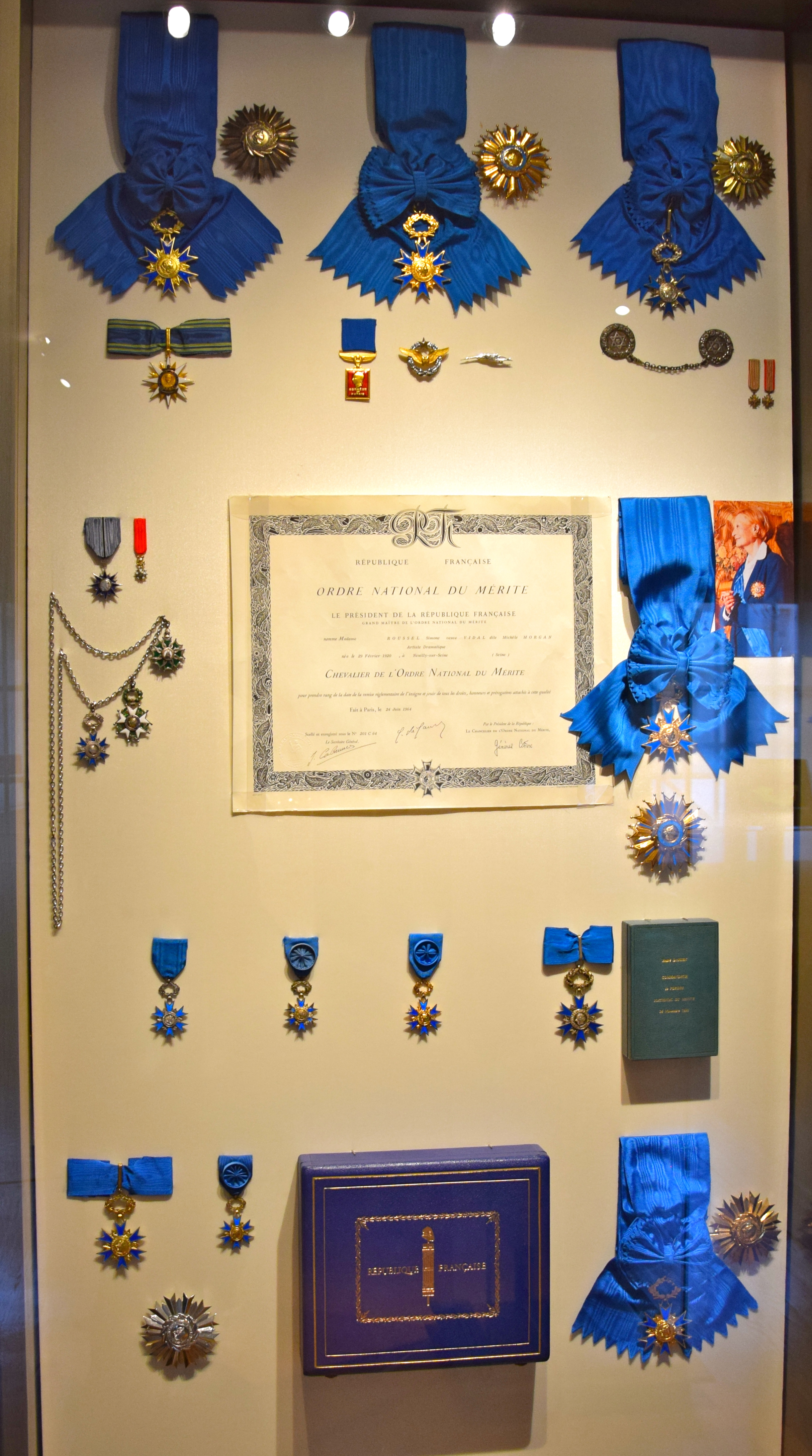
Vitrine exposant plusieurs médailles dont les Grand-Croix. Celle de Michèle Morgan est au centre.

1. Maurice Boileau, général de brigade aérienne. Décret du 6 mai 2004[JORF 46].
2. Elie Humbert, général de corps aérien. Décret du 6 mai 2004[JORF 46].
3. Jean Lemoine, général de corps d'armée. Décret du 6 mai 2004[JORF 46].
4. Pierre de Quengo de Tonquédec, général de corps d'armée. Décret du 6 mai 2004[JORF 46].
5. Paul Pin, professeur des universités-praticien hospitalier honoraire. Décret du 14 mai 2004[JORF 47].
6. Michèle Morgan, actrice. Décret du 14 mai 2004[JORF 47].
7. Jean-Pierre Kelche, 7e chancelier de l'ordre (4 juin 2004).
8. Régine Crespin, artiste lyrique. Décret du 15 novembre 2004[JORF 48].
9. Alain Decaux, ancien ministre, historien, membre de l'Académie française. Décret du 15 novembre 2004[JORF 48].
10. Jean-Claude Pecker, astrophysicien, membre de l'Académie des sciences. Décret du 15 novembre 2004[JORF 48].

### 2005
1. Maurice Brenac, général de brigade. Décret du 3 mai 2005[JORF 49].
2. Jean-Claude Coullon, général d'armée. Décret du 3 mai 2005[JORF 49].
3. René Gouva, contre-amiral. Décret du 3 mai 2005[JORF 49].
4. Pierre Lacoste, amiral . Décret du 3 mai 2005[JORF 49].
5. Émile Maïral-Bernard, général de division. Décret du 3 mai 2005[JORF 49].
6. Yvon Gattaz, chef d'entreprise, membre de l'Académie des sciences morales et politiques. Décret du 13 mai 2005[JORF 50].
7. Adolphe Steg, chirurgien, membre de l'Académie nationale de médecine. Décret du 13 mai 2005[JORF 50].
8. Dominique de Villepin, premier ministre français (octobre 2005).
9. Hubert Chauchart du Mottay, général de brigade, président de l'Union des blessés de la face et de la tête. Décret du 14 novembre 2005[JORF 51].
10. Nicole Le Douarin, biologiste, secrétaire perpétuel de l'Académie des sciences. Décret du 14 novembre 2005[JORF 51].
11. René de Biré, général de brigade. Décret du 22 décembre 2005[JORF 52].
12. Marcel Céroni, général de brigade. Décret du 22 décembre 2005[JORF 52].
13. Jean Rannou, général d'armée aérienne. Décret du 22 décembre 2005[JORF 52].
14. Jean Sourieau, général de division. Décret du 22 décembre 2005[JORF 52].

### 2006
1. Jean Favier, historien, membre de l'Académie des inscriptions et belles-lettres. Décret du 15 mai 2006[JORF 53].
2. Yves Laporte, médecin, professeur honoraire au Collège de France, membre de l'Académie des sciences. Décret du 15 mai 2006[JORF 53].
3. Joël Thoraval, préfet honoraire, président d'honneur du Secours catholique, président de la Commission nationale consultative des droits de l'homme. Décret du 15 mai 2006[JORF 53].
4. Georges de Froment, général de division. Décret du 1er juin 2006[JORF 54].
5. André Ortolo, général de corps aérien. Décret du 1er juin 2006[JORF 54].
6. Jean Lassner, professeur honoraire de médecine. Décret du 14 novembre 2006[JORF 55].
7. Pierre Lefranc, préfet honoraire. Décret du 14 novembre 2006[JORF 55].
8. René Rémond, historien, membre de l'Académie française. Décret du 14 novembre 2006[JORF 55].

### 2007
1. Raymond Boissau, général de corps d'armée . Décret du 30 avril 2007[JORF 56].
2. François Brun, général de brigade. Décret du 30 avril 2007[JORF 57].
3. René Chesnais, général de corps aérien. Décret du 30 avril 2007[JORF 56].
4. Camille Gamache, général de brigade. Décret du 30 avril 2007[JORF 57].
5. Michel Mailfait, général de brigade. Décret du 30 avril 2007[JORF 56].
6. Yvonne Loriod-Messiaen, pianiste. Décret du 7 mai 2007[JORF 58].
7. Philippe Séguin, haut fonctionnaire, homme d'État, premier président de la Cour des comptes. Décret du 7 mai 2007[JORF 58].
8. Nicolas Sarkozy, président de la République française, 8e grand-maître de l'ordre (16 mai 2007).
9. François Fillon, premier ministre français (octobre 2007).

### 2008
1. Maurice Dutel, « membre actif d'associations patriotiques ». Décret du 30 janvier 2008[JORF 59].
2. Christiane Papon (née Éraud), « présidente d'honneur d'une association en faveur des femmes ». Décret du 30 janvier 2008[JORF 59].
3. Rosette Peschaud, vice-présidente de la fondation Maréchal Leclerc de Hauteclocque. Décret du 30 janvier 2008[JORF 59].
4. Jean-Pierre Serre, mathématicien, professeur honoraire au Collège de France. Décret du 30 janvier 2008[JORF 59].
5. René Rougier, « président de la section de la Dordogne de la Société d'entraide des membres de la Légion d'honneur ». Décret du 16 mai 2008[JORF 60].
6. Eugénie Valois, dite Monique de l'Odéon, résistante, déportée, femme de lettres. Décret du 16 mai 2008[JORF 60].
7. Jean-Pierre Anglade, général de brigade. Décret du 11 juillet 2008[JORF 61].
8. Hubert Pierre-Duplaix, contre-amiral. Décret du 11 juillet 2008[JORF 61].
9. Jean Prud'homme, général de brigade aérienne. Décret du 11 juillet 2008[JORF 61].
10. Georges Roidot, général de corps d'armée. Décret du 11 juillet 2008[JORF 61].
11. Guy Vézio, général de brigade. Décret du 11 juillet 2008[JORF 61].
12. Georges Caïtucoli, secrétaire général de la fondation de la France Libre. Décret du 14 novembre 2008[JORF 62].
13. Marguerite Plancherel (née Fuhrmann), résistante et déportée. Décret du 14 novembre 2008[JORF 62].

### 2009
1. André Fayette, général de division. Décret du 13 mars 2009[JORF 63].
2. Michel Forget, général de corps aérien. Décret du 13 mars 2009[JORF 63].
3. Gisèle Casadesus, sociétaire de la Comédie-Française. Décret du 15 mai 2009[JORF 64].
4. Henry-Jean Lousteau, président de la Fédération nationale des anciens combattants résidant hors de France. Décret du 15 mai 2009[JORF 64].
5. Jean-Paul Chollet, général de corps aérien. Décret du 6 novembre 2009[JORF 65].
6. Michel Jorant, général de division. Décret du 6 novembre 2009[JORF 65].
7. Patrice Le Nepvou de Carfort, médecin général. Décret du 6 novembre 2009[JORF 65].
8. Michel Albert, économiste. Décret du 13 novembre 2009[JORF 66].
9. Monique Berlioux, nageuse, présidente d'honneur de la Fédération des internationaux du sport français. Décret du 13 novembre 2009[JORF 66].
10. Claude Bessy, ancienne danseuse étoile de l'Opéra de Paris et chorégraphe. Décret du 13 novembre 2009[JORF 66].
11. Hubert Blanc, conseiller d'État honoraire, ancien préfet de région. Décret du 13 novembre 2009[JORF 66].

### 2010
1. Paulette Laubie, « présidente d'un groupe, présidente du Conseil européen femmes, entreprises et commerce ». Décret du 14 mai 2010[JORF 67].
2. Édouard de Royere, président d'honneur de la Fondation du patrimoine. Décret du 14 mai 2010[JORF 67].
3. Jean-Louis Georgelin, 8e chancelier de l'ordre (9 juin 2010).

### 2011
1. Maurice Bret, général de corps aérien. Décret du 5 mai 2011[JORF 68].
2. André Fouchier, général de division aérienne. Décret du 5 mai 2011[JORF 68].
3. Bernard Josz, général de brigade. Décret du 5 mai 2011[JORF 68].
4. Aziz Meliani, colonel honoraire d'infanterie. Décret du 5 mai 2011[JORF 68].
5. Jean Salvan, général de corps d'armée. Décret du 5 mai 2011[JORF 68].
6. Michel Ameller, haut fonctionnaire. Décret du 13 mai 2011[JORF 69].
7. Jacques Blamont, astrophysicien. Décret du 13 mai 2011[JORF 69].
8. Madeleine Chapsal, écrivain. Décret du 13 mai 2011[JORF 69].
9. Françoise Héritier, anthropologue et ethnologue. Décret du 13 mai 2011[JORF 69].
10. Jean Piat, acteur. Décret du 14 novembre 2011[JORF 70].
11. Robert Sabatier, écrivain et poète. Décret du 14 novembre 2011[JORF 70].

### 2012
1. André Bord, ancien ministre. Décret du 2 mai 2012[JORF 71].
2. Geneviève Mathieu (née Jeanne), résistante et déportée. Décret du 2 mai 2012[JORF 71].
3. Michel Prada, inspecteur général des finances honoraire. Décret du 2 mai 2012[JORF 71].
4. Alain Lacapelle, général de division. Décret du 4 mai 2012[JORF 72].
5. François Hollande, président de la République française, 9e grand-maître de l'ordre (15 mai 2012).
6. Hélène Ahrweiler, historienne, professeure émérite des universités. Décret du 14 novembre[JORF 73].
7. Yvonne Choquet-Bruhat, mathématicienne, physicienne, professeure émérite des universités. Décret du 14 novembre 2012[JORF 73].
8. Alfred Grosser, politologue, sociologue et historien. Décret du 14 novembre 2012[JORF 73].
9. Jean-Marc Ayrault, premier ministre français (décembre 2012[49]).

### 2013
1. Jean Bétermier, vice-amiral d'escadre. Décret du 3 mai 2013[JORF 74].
2. Claude Alphandéry, résistant, président du Laboratoire d'économie sociale et solidaire. Décret du 14 mai 2013[JORF 75].
3. Jacqueline Fleury, résistante. Décret du 14 mai 2013[JORF 75].
4. Agnès Varda, réalisatrice. Décret du 14 mai 2013[JORF 75].
5. Christiane Scrivener, femme d'État. Décret du 14 novembre 2013[JORF 76].
6. Ginette Sochet, née Virmont, résistante, déportée et présidente de l'Association des déportés, internés et familles du Cher. Décret du 14 novembre 2013[JORF 76].
7. Pierre Viot, conseiller maître honoraire à la Cour des comptes. Décret du 14 novembre 2013[JORF 76].

### 2014
1. Furcy Houdet, général d'armée. Décret du 28 avril 2014[JORF 77].
2. François-Xavier Lecouffe, général de brigade. Décret du 28 avril 2014[JORF 77].
3. Yves Chauvin, prix Nobel de chimie, membre de l'Académie des sciences. Décret du 14 mai 2014[JORF 78].
4. Hélène Gisserot, procureure générale honoraire près la Cour des comptes. Décret du 14 mai 2014[JORF 78].
5. Jean Syrota, président d'honneur de société industrielle. Décret du 14 mai 2014[JORF 78].
6. Manuel Valls, premier ministre français (août 2014).
7. Françoise Chandernagor, femme de lettres. Décret du 13 novembre 2014[JORF 79].
8. Claude Lanzmann, journaliste, écrivain et cinéaste. Décret du 13 novembre 2014[JORF 79].
9. René Ricol, fondateur et dirigeant d’entreprise. Décret du 13 novembre 2014[JORF 79].

### 2015
1. Paul Andreu, architecte. Décret du 15 mai 2015[JORF 80].
2. Léon Cligman, industriel. Décret du 15 mai 2015[JORF 80].
3. Michel Serres, philosophe. Décret du 15 mai 2015[JORF 80].
4. Étienne-Émile Baulieu, professeur honoraire au Collège de France. Décret du 20 novembre 2015[JORF 81].
5. Albert Fert, physicien, prix Nobel de physique. Décret du 20 novembre 2015[JORF 81].
6. Andrée Gros (née Duruisseaud), résistante. Décret du 20 novembre 2015[JORF 81].

### 2016
1. Bernard Dupont de Dinechin, général d'armée. Décret du 29 avril 2016[JORF 82].
2. Dominique Gourlez de la Motte, général de corps d'armée. Décret du 29 avril 2016[JORF 82].
3. Jean-Paul Paloméros, général d'armée aérienne. Décret du 29 avril 2016[JORF 83].
4. Jean-Louis Beffa, président d'honneur de société industrielle. Décret du 13 mai 2016[JORF 84].
5. Benoît Puga, 9e chancelier de l'ordre (23 août 2016).
6. Yves Coppens, paléontologue, professeur honoraire au Collège de France, membre de l'Académie des sciences. Décret du 14 novembre 2016[JORF 85].
7. Jean Daniel, écrivain et journaliste. Décret du 14 novembre 2016[JORF 85].
8. Hélène David-Weill, présidente de fondations culturelles et mécène. Décret du 14 novembre 2016[JORF 85].
9. Suzanne Orts, résistante et déportée. Décret du 14 novembre 2016[JORF 85].
10. Line Renaud, chanteuse et actrice. Décret du 14 novembre 2016[JORF 85].

### 2017
1. François Bosshardt, général de corps d'armée. Décret du 26 avril 2017[JORF 86].
2. Noël Chazarain, général de corps d'armée. Décret du 26 avril 2017[JORF 86].
3. Alain Coldefy, amiral. Décret du 26 avril 2017[JORF 86].
4. Bernard Thorette, général d'armée. Décret du 26 avril 2017[JORF 86].
5. Georgette Elgey, historienne et journaliste. Décret du 2 mai 2017[JORF 87].
6. François Gros, biologiste, professeur honoraire au Collège de France, membre de l'Académie des sciences. Décret du 2 mai 2017[JORF 87].
7. Pierre Mutz, préfet honoraire. Décret du 2 mai 2017[JORF 87].
8. Emmanuel Macron, président de la République française, 10e grand-maître de l'ordre (14 mai 2017).
9. Pierre Chanoine-Martiel, aviateur. Décret du 18 novembre 2017[JORF 88].
10. Cécile Rol-Tanguy, résistante. Décret du 18 novembre 2017[JORF 88].
11. Édouard Philippe, premier ministre français. Insignes remis le 22 novembre 2017[50].

### 2018
1. Serge Klarsfeld, avocat honoraire. Décret du 19 mai 2018[JORF 89].
2. Emmanuel Le Roy Ladurie, historien, professeur honoraire au Collège de France, membre de l'Académie des sciences morales et politiques. Décret du 19 mai 2018[JORF 89].
3. Jean Adias, colonel (air) honoraire. Décret du 30 octobre 2018[JORF 90].
4. Henri Loustau, général de brigade. Décret du 30 octobre 2018[JORF 90].
5. Geneviève Barrier-Jacob, anesthésiste-réanimatrice, professeure émérite et ancienne cheffe de service hospitalier. Décret du 15 novembre 2018[JORF 91].
6. Jacques de Larosière, économiste, haut fonctionnaire, gouverneur honoraire de la Banque de France. Décret du 15 novembre 2018[JORF 91].

### 2019
1. Marie-Anne Bouchiat, physicienne. Décret du 29 mai 2019[JORF 92].
2. Michel Camdessus, gouverneur honoraire de la Banque de France. Décret du 29 mai 2019[JORF 92].
3. Jean Biré, général d'armée. Décret du 30 octobre 2019[JORF 93].
4. Maryse Condé, femme de lettres, professeur émérite de littérature. Décret du 30 novembre 2019[JORF 94].
5. Mady Mesplé, soprano. Décret du 29 mai 2019[JORF 92].
6. Noëlla Rouget, résistante et déportée. Décret du 30 novembre 2019[JORF 94].

### 2020
1. Bernard Rogel, amiral. Décret du 29 octobre 2020[JORF 95].
2. Jean Malaurie, ethnologue, géographe et explorateur. Décret du 31 décembre 2020[JORF 96].
3. Dominique Meyer, professeur émérite des universités en hématologie, membre de l'Académie des sciences. Décret du 31 décembre 2020[JORF 96].
4. Catherine Samie, actrice, sociétaire honoraire de la Comédie française. Décret du 31 décembre 2020[JORF 96].

### 2021
1. Jean Castex, premier ministre français (janvier 2021).
2. Alain Carpentier, chirurgien et membre de l'Académie des sciences. Décret du 21 mai 2021[JORF 97].
3. Élisabeth Graf, résistante et déportée. Décret du 21 mai 2021[JORF 97].
4. Alain Oudot de Dainville, amiral. Décret du 8 novembre 2021[JORF 98].
5. Hélène Langevin-Joliot, physicienne. Décret du 24 novembre 2021[JORF 99].

### 2022
1. William Christie, chef d'orchestre, claveciniste, membre de l'Académie des beaux-arts. Décret du 20 juin 2022[JORF 100].
2. Jeanne-Marie Parly, née Herland, professeure agrégée de sciences économiques honoraire. Décret du 20 juin 2022[JORF 100].
3. Bertrand Guillaume de Sauville de Lapresle, général d'armée. Décret du 7 novembre 2022[JORF 101].
4. Pierrick Blairon, amiral. Décret du 7 novembre 2022[JORF 101].
5. Pierre Nora, directeur d'études de l'École des hautes études en sciences sociales. Décret du 23 novembre 2022[JORF 102].
6. Élisabeth Borne, première ministre française (décembre 2022).

### 2023
1. François Lecointre, 10e chancelier de l'ordre (1er février 2023).
2. Jacques Caen, hématologue, professeur émérite des universités. Décret du 2 juin 2023[JORF 103].
3. Claudie Haigneré, ancienne ministre, astronaute. Décret du 2 juin 2023[JORF 103].
4. Dominique Delort, général de corps d'armée. Décret du 10 novembre 2023[JORF 104].
5. Jean-Marie Faugère, général d'armée. Décret du 10 novembre 2023[JORF 104].

### 2024
1. André Vacheron, professeur émérite des universités, membre de l'Académie des sciences morales et politiques. Décret du 7 juin 2024[JORF 105].
2. Hervé Longuet, général de corps aérien. Décret du 8 novembre 2024[JORF 106].

### 2025
1. Catherine Cesarsky, astrophysicienne, membre de l'Académie des sciences. Décret du 18 janvier 2025[JORF 107].
2. Henry de Lumley, paléontologue, membre de l'Académie des inscriptions et belles-lettres. Décret du 18 janvier 2025[JORF 107].
3. Philippe Morillon, général d'armée. Décret du 18 janvier 2025[JORF 108].
4. François Bayrou, premier ministre français (2025).

## Dates de promotion non connues

### A
- Henri Amiel, général de division[51].
- Jacques Andrieux, général de brigade aérienne[52].

### B
- Jacques Beauvallet, général d'armée[53].
- Jacques Bourdis, général de corps d'armée, compagnon de la Libération[54].

### C
- Jean Compagnon, général de corps d'armée[55].

### D
- Jean Dabry[réf. nécessaire].

### F
- Jean Fourastié (remise des insignes par Alfred Sauvy le 9 décembre 1986)[56].

### G
- Gabriel de Galbert, général d'armée[57].
- Paul Gandoët, général de corps d'armée[58].
- Georges Grillot, général de brigade[59].

### H
- Maurice Henry, général de corps d'armée[60].

### L
- Jean Lagarde, général d'armée[réf. nécessaire].
- André Lalande, général de corps d'armée, compagnon de la Libération[61].
- Guy Le Borgne, général de corps d'armée[réf. nécessaire].

### M
- Alain de Maricourt, général de corps aérien[réf. nécessaire].
- François Maurin, général d'armée aérienne[62].
- Albert II de Monaco, prince souverain de Monaco (1997)[réf. nécessaire].

### N
- Léon Noël, ancien président du Conseil Constitutionnel[63].

### S
- Alfred Sauvy[56].
- Léopold Sédar Senghor[64].
- Daniel Sire (1933 - 2021) journaliste à l'Agence France-Presse. Chevalier de l'ordre national du mérite dans les années 1980 au Pérou nommé dans cet ordre par M l'Ambassadeur de France de l'époque.

### V
- François Valentin, général d'armée[65].

## Pour approfondir